# Петар Грачанин
Петар Грачанин — Перица (Јагодина, 22. јун 1923 — Београд, 27. јун 2004) био је учесник Народноослободилачке борбе, генерал армије Војске Југославије у резерви, друштвено-политички радник СФРЈ и СР Србије и народни херој Југославије. У периоду од 1982. до 1985. обављао је функцију Начелника Генералштаба ЈНА, од 1987. до 1989. председника Председништва Социјалистичке Републике Србије, а од 1989. до 1992. године последњег Савезног секретара за унутрашње послове СФРЈ.

## Биографија
Рођен је 22. јуна 1923. године у Јагодини, као пето дете Бошка и Божане Грачанин. Потиче из сиромашне сељачке породице, која води порекло из северне Далмације. После завршене основне школе, учио је месарски занат. Радио је у Јагодини и Крагујевцу, а кратко време и у Београду. Под утицајем Радислава Никчевића и старијег брата Воје, Грачанин је почео стицати знања о комунизму и радничком покрету. Активно се укључио у рад Уједињених радничких синдиката (УРС), а са сестром Вукицом био је члан Културно-уметничког друштва „Абрашевић”. Члан Савеза комунистичке омладине Југославије (СКОЈ) постао је крајем 1940. године.
Јула 1941. године, када је ступио у Беличку партизанску чету и са њом учествовао у многим борбама — у нападу на магацин барута код села Винорача, септембра 1941. године, нападу на немачки транспортни воз, код села Гиље и другим акцијама. Приликом напада на Варварин, међу првима је упао у жандармеријску станицу, у којој су непријатељи савладани и разоружани.
Беличка чета је касније ушла у састав Другог шумадијског партизанског одреда, а марта 1942. године у састав Друге пролетерске ударне бригаде, у којој је Перица напредовао од десетара до команданта батаљона. Са само деветнаест година као десетар Прве десетине, у Трећој чети Трећег батаљона, Перица је успео, да у борбама с усташама, код Хан-Пијеска, уништи вишеструко јачег непријатеља и онемогући његово надирање ка Сокоцу. За тај успех Перици је одато признање, после чега је примљен у Комунистичку партију Југославије (КПЈ).
Учествовао је у свим борбама које је Друга пролетерска бригада водила против четника на Дурмитору, против усташа у Борачу, у бици за Купрес, где је био заменик командира чете. Борио се на планини Мањачи и другим местима тог дела Босне.
У Четвртој непријатељској офанзиви, Перица се истакао у јуришима на четнике при форсирању Неретве, у борбама код Чичева и Главатичева, а потом код Калиновика. Истакао се и при форсирању Дрине у априлу 1943. године и борбама против Италијана и четника. У мају 1943. добио је чин поручника.
У јесен 1943. године, Грачанин је постао капетан и најпре заменик, а потом командант батаљона Друге пролетерске бригаде. Командовао је батаљоном у борбама код Бијелог Поља, Берана, на Златибору, на Лиму, код Рудог, Ивањице, Косјерића и на многим другим местима.
У току рата је пет пута рањаван. Тешко је рањен у ногу 22. априла 1944. године и пребачен на лечење у Италију, у Бари. Вративши се из Италије, краће време је провео у јединици, а потом је упућен у родни крај, где постаје шеф одељења у Одељењу за заштиту народа (ОЗН) за Моравски округ. Под његовим руководством, уништене су заостале четничке групе.

### Послератни период
Након рада у органима безбедности, враћен је у професионалну војну службу. Током 1946. године био је слушалац Курса за преквалификовање Тенковског војног училишта. Обављао је бројне дужности у оклопно-механизованим јединицама (ОМЈ) и Школском центру ОМЈ: команданта Тенковске бригаде, начелника Персоналног одсека Деветог механизованог корпуса, начелника Управе оклопних јединица ЈНА, начелника Штаба 17. и 27. оклопне дивизије Београдске армијске области, начелника Школског центра оклопно-механизованих јединица „Петар Драпшин” и члана Сталне испитне комисије за чин пуковника у ЈНА. Завршио је Вишу војну академију ЈНА.
У Савезном секретаријату за народну одбрану (ССНО) био је начелник одсека и начелник одељења Персоналне управе. У Седмој армији био је начелник Штаба и заменик команданта. Такође је вршио дужност начелника Командно-штабне академије Копнене војске ЈНА (1974—1978), када је постављен за команданта Прве армије. Биран је за члана Централног комитета Савеза комуниста Југославије на Једанаестом и Дванаестом конгресу СКЈ.
Био је Начелник Генералштаба Југословенске народне армије од 24. мајa 1982. до 1. септембра 1985. године.
Грачанинова активна војна служба престала је 31. децембра 1985. године. Касније се налазио на дужности председника Комисије за општенародну одбрану и друштвену самозаштиту (ОНО и ДСЗ) при Председништву Централног комитета Савеза комуниста Југославије, а обављао је и високе државне функције, као што су — председник Председништва СР Србије, од 17. децембра 1987. до 28. марта 1989. године и последњи Савезни секретар за унутрашње послове СФРЈ, од 16. маја 1989. до 14. јула 1992. године. У том својству се налазио на месту члана Савезног савета за заштиту уставног поретка СФРЈ.
Први официрски чин — поручника, добио је маја 1943. године, капетана у октобру 1943, а мајора маја 1947. У чин потпуковника унапређен је августа 1951, а пуковника у децембру 1959. године. Чин генерал-мајора је добио 1970, чин генерал-потпуковника 1974, а чин генерал-пуковника 1978. године.
Последње војно ангажовање имао је за време НАТО агресије, 1999. године, када се поштујући свој високи чин и звање и иако није имао ратни распоред — добровољно јавио у Министарство одбране и ставио се на располагање војним властима. Био је активиран и до краја НАТО агресије носио је униформу, иако му није одобрена жеља да оде на фронт. Због тог личног чина, унапређен је у највиши чин резервног војног старешине — чин генерала армије Војске Југославије у резерви.
Преминуо је 27. јуна 2004. године у Београду, кремиран је и сахрањен у Алеји заслужних грађана на Новом гробљу у Београду.

## Одликовања и признања
Носилац је Партизанске споменице 1941. и других високих југословенских одликовања, међу којима су:
- Орден партизанске звезде трећег реда, одликован 1945. године,
- Орден за храброст, одликован 1946. године,
- Орден заслуга за народ другог реда, одликован 1946. године,
- Орден братства и јединства другог реда, одликован 1947. године,
- Орден народног хероја, одликован 20. децембра 1951. године,
- Орден за војне заслуге другог реда, одликован 1953. године,
- Орден народне армије другог реда, одликован 1957. године,
- Орден за војне заслуге са великом звездом, одликован 1966. године,
- Орден народне армије са ловоровим венцем, одликован 1973. године,
- Орден југословенске заставе са лентом, одликован 1979. године,
- Орден ратне заставе, одликован 1984. године.[1]

Добитник је Награде 22. децембар.
Од иностраних одликовања, одликован је пољским Партизанским крстом, 1947. и бугарском Медаљом отачаствене војне 1944/45, 1948. године.